# Аднет
Аднет —  містечко та громада в австрійській землі Зальцбург. Містечко належить округу Галлайн.
Аднет на мапі округу та землі.

## Галерея

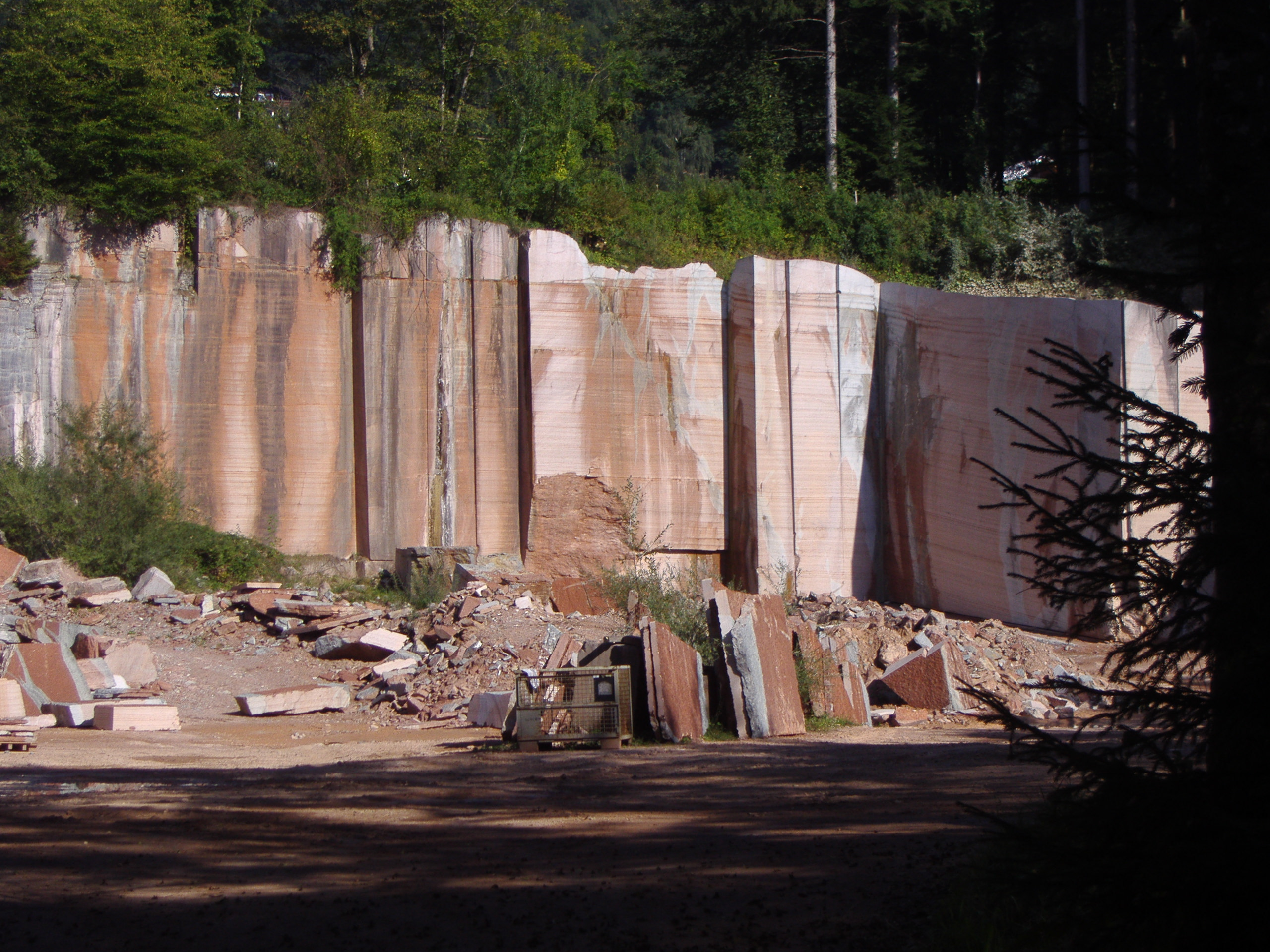
Platten- oder Wimbergbruch in Adnet
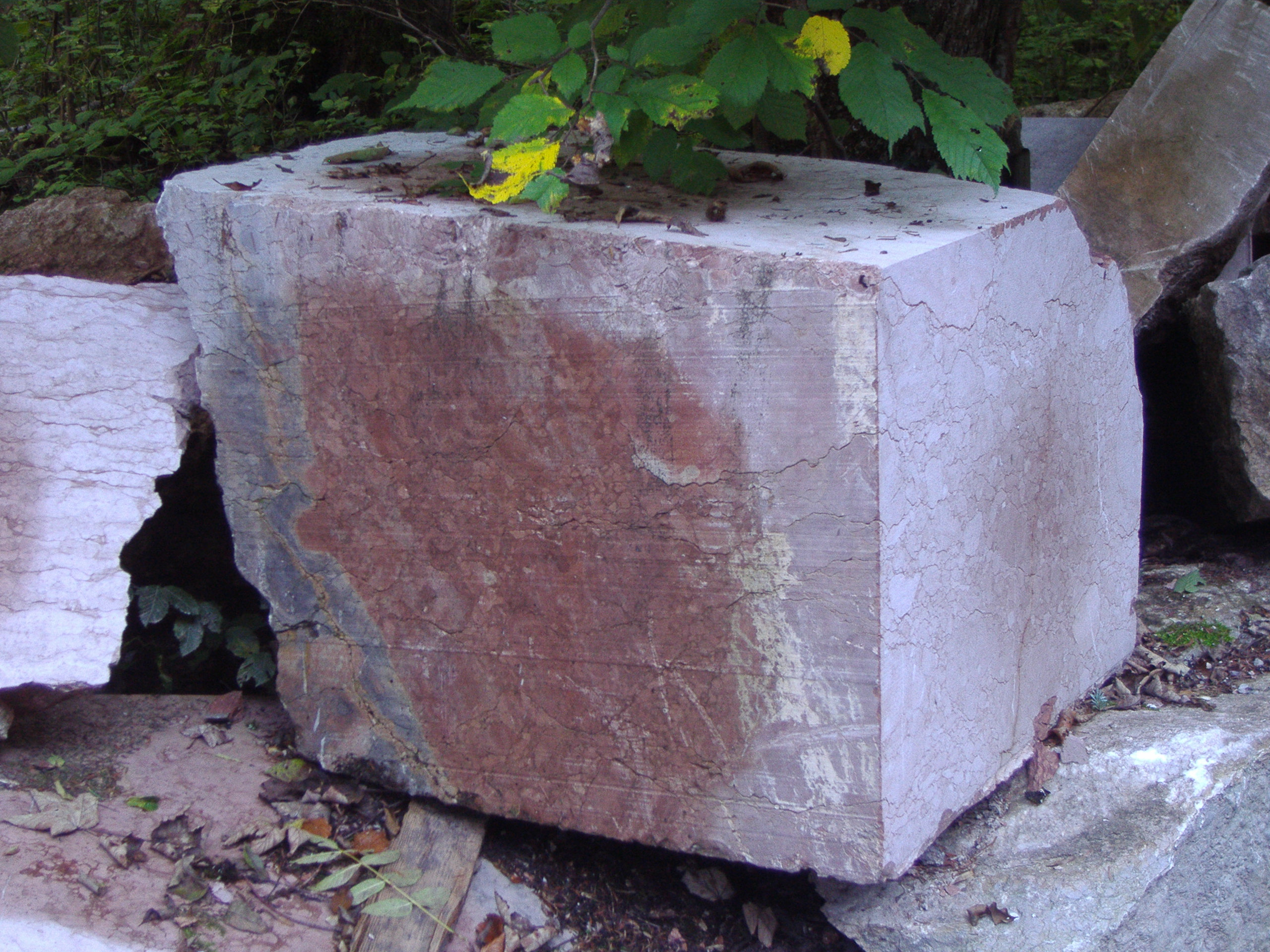
Block aus Adneter Marmor
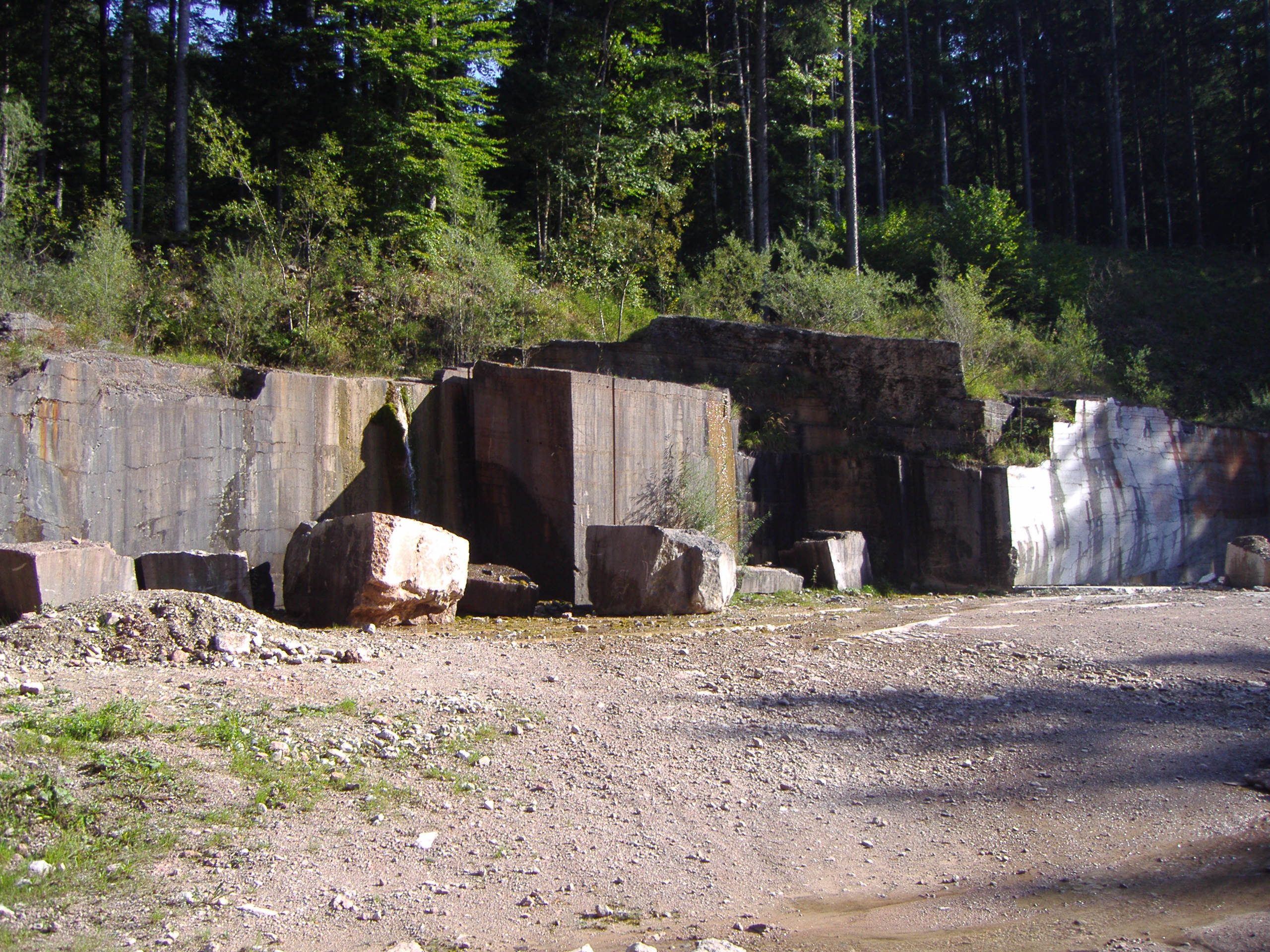
Rot Grau Schnöllbruch in Adnet (von hier stammen die Säulen des Parlaments)